# Chester Williams
(Chester Williams, intervista al Guardian, 2002)
Chester Mornay Williams (Paarl, 8 agosto 1970 – Città del Capo, 6 settembre 2019) è stato un giocatore e allenatore sudafricano di rugby a 15.
Attivo nel ruolo di tre quarti ala per il Western Province, fu il primo Springbok di colore dell’era professionistica — nonché il terzo assoluto dopo Errol Tobias e suo zio Avril Williams — e vincitore della Coppa del Mondo di rugby 1995.
Per il suo ruolo nella conquista di tale trofeo, disputato dopo il termine del regime di apartheid in Sudafrica, Chester Williams è visto come una figura simbolo del nuovo Paese multirazziale, impostosi all’interno di una squadra storicamente riservata ai giocatori bianchi, anche se lo stesso Williams non mancò di denunciare come nell’ambiente del rugby sudafricano il razzismo fosse ancora presente ben oltre la fine della segregazione razziale.

## Biografia
Cresciuto a Magnolia, un sobborgo di Città del Capo, Chester è nipote di Avril Williams, già coloured in Nazionale in piena era-apartheid; nei primi anni ottanta subì la perdita del suo migliore amico a opera della repressione poliziesca di uno sciopero studentesco.
Appassionato di rugby fin dall'infanzia, tuttavia non fu mai sostenitore degli Springbok, dai quali non si sentiva rappresentato in quanto squadra preclusa ai giocatori non bianchi; più avanti, quando si mise in luce come rugbista di talento, iniziò a coltivare la possibilità di giocare per la Nazionale, e la sua avversione per gli Springbok cessò.
Chiamato per la prima volta a rappresentare il Western Province nel 1991 in Currie Cup, non trascorsero che due anni prima di venir convocato anche per gli Springbok: il suo esordio avvenne il 9 novembre 1993 a Buenos Aires contro l'Argentina, poco più di nove anni dopo l'ultima presenza internazionale di un coloured, Errol Tobias, il primo in assoluto a rappresentare il Sudafrica in un test match.
Il debutto fu caratterizzato da una meta, e per tutto il 1994 Williams fu presenza fissa della Nazionale; il 1995 vide il Sudafrica organizzare la Coppa del Mondo cui gli Springbok — appena usciti dal regime di apartheid e dal conseguente bando internazionale inflitto al Paese come sanzione — partecipavano per la prima volta in assoluto.

### La Coppa del Mondo 1995
Benché convocato, Williams non faceva parte del XV di partenza a causa di un piccolo infortunio: non fu quindi schierato durante tutta la fase a gironi.
Il suo impiego divenne necessario quando, dopo quella che passò alla cronaca come battaglia del Boet Erasmus dal nome dello stadio di Port Elizabeth dove si svolse un durissimo e spigoloso incontro degli Springbok contro il Canada che vide espulsi e squalificati da ambo le parti, il pilone sudafricano James Dalton e l'ala Pieter Hendriks ricevettero sospensioni che li esclusero di fatto dalla competizione, e per rimpiazzare quest'ultimo fu scelto proprio Williams, nel frattempo ristabilitosi dall'infortunio.
Williams esordì quindi nella competizione direttamente nell'incontro dei quarti di finale contro Samoa: al 16' di gioco fu lui a realizzare la prima meta degli Springbok e altre tre ne mise a segno nel resto dell'incontro, per un punteggio totale che vide i padroni di casa vincere per 42 a 14 sugli oceaniani e assicurarsi la semifinale contro la Francia, poi vinta; Williams fu in campo in tutte le rimanenti partite del torneo e si aggiudicò la Coppa del Mondo, vinta battendo in finale la Nuova Zelanda per 15-12.

### Dopo la Coppa del Mondo
Williams prese parte al tour celebrativo dei sudafricani nell'autunno del 1995, che portò la squadra a giocare contro Italia e Inghilterra; il 1996 si aprì con un infortunio che lo tenne lontano dai campi per molto tempo; un nuovo incidente al ginocchio lo tenne fuori dal terreno per buona parte del 1997.
A fine anno si trasferì in Italia, al Casale in serie A2 per un breve periodo, nella pausa rugbistica dell'Emisfero Sud, e nel 1998 tornò in Nazionale dopo 3 anni d'assenza; passato nel 1999 alla franchise professionistica di Super Rugby del Transvaal, i Lions, disputò il suo ultimo test match nel novembre 2000 poi, di nuovo inabilitato dagli infortuni, decise di mettere fine alla sua carriera nel giugno 2001.

### L'attività tecnica e la denuncia del razzismo
Dopo il termine dell'attività agonistica iniziò a lavorare come allenatore; tra i suoi primi incarichi vi fu quello di assistente sulla panchina dei Boland Cavaliers e, a seguire, quello di tecnico capo della nazionale a sette sudafricana.
A novembre 2002 fu pubblicata una sua biografia curata da Mark Keohane, A Biography of Courage, nella quale Williams attaccò numerosi luoghi comuni sorti dopo la fine del regime di apartheid, primo tra tutti quello dell'uguaglianza di opportunità in seno agli Springbok.
Nel libro Williams accusa numerosi colleghi bianchi di episodi di intolleranza spicciola (come gli insulti ricevuti in campo da un compagno di squadra durante un incontro internazionale), e l'ex C.T. sudafricano Harry Viljoen di averlo usato solo come segnaposto per rispettare la quota di giocatori di colore nella nazionale (avendolo portato in panchina negli ultimi test match per i quali fu mai convocato, nel 2000, contro Inghilterra e Irlanda): secondo Williams, Viljoen gli disse che la sua carriera in Nazionale era finita ma che aveva bisogno di lui in panchina come giocatore di colore da inserire a referto.
Nel 2004 assunse la guida tecnica dei Cats reduci da 12 sconfitte consecutive in Super Rugby, senza tuttavia riuscire a risollevare le sorti del club, vittorioso solo in un'ulteriore occasione nel resto della stagione e in quella successiva; fu quindi ingaggiato, nel 2006, dalla Nazionale dell'Uganda dalla quale si dimise quasi subito, dopo solo due mesi, per tornare in Sudafrica e allenare i Pumas in Currie Cup; dopo solo un anno dovette abbandonare tale incarico e tornare a Città del Capo in quanto vittima, insieme alla sua famiglia, di stalking.
Dopo un brevissimo intermezzo alla conduzione della Tunisia, a febbraio 2008 fu chiamato in Romania sulla panchina della Dinamo Bucarest, che guidò fino al titolo nazionale; successivamente gli fu affidata la guida della Nazionale A in occasione dell'edizione 2008 della Nations Cup, anch'essa vinta.
Un nuovo avvicinamento con la federazione rumena avvenne dopo la Nations Cup, ad agosto 2008, quando sembrò che Williams dovesse assumere la guida del Farul Costanza, ma l'accordo non si concretizzò.
Tornò invece in Uganda per un secondo mandato alla guida della Nazionale, nel tentativo di farla avanzare nelle qualificazioni alla Coppa del Mondo di rugby 2011.
In seguito collaborò con la federazione rugbistica sudafricana, come istruttore delle selezioni giovanili e, fino al 2013, condusse la formazione rumena del Timişoara, portato proprio in quella stagione alla vittoria nel campionato nazionale.
Il 6 settembre 2019, a 49 anni compiuti da poco, Williams fu stroncato da un infarto cardiaco che lo colpì nella sua casa di Città del Capo.

## Palmarès

### Giocatore
- Coppe del mondo: 1
Sudafrica: 1995
- Currie Cup: 1
Western Province: 1997

### Allenatore
- Campionati rumeni: 2
Dinamo Bucarest: 2007-08
Timișoara: 2012-13
- Nations Cup: 1
Sudafrica “A”: 2008